# 観察使
観察使（かんさつし）は、中国の唐、李氏朝鮮、および平安時代初期の日本が設置した地方行政監察のための官職。唐・日本ではいずれも律令に規定のない令外官だった。李氏朝鮮においては国王直属の機関であった。

## 中国
観察使は、中国の唐代に始まる官名であり、もとは採訪使と呼称されていた。別名、観察、廉車正使、廉車、廉使、廉査ともいう。唐の玄宗の代に設けられた一種の監察官であり、御史に近い役割を担っていた。のちには、軍事・行政の官職へと変化した。明代・清代には、道員の雅称として、観察使の名称が用いられた。

### 唐
唐代の初め、巡察使、按察使という各地を監察する官が不定期に派遣されていた。
玄宗の開元21年（733年）、採訪処置使（略称: 採訪使）を設け、各郡県の官吏の成績の優劣を観察して朝廷に報告させた。その後、採訪使の地位は高まり、行政権を得るに至った。安史の乱の後、藩鎮の節度使は、採訪使を兼任した。採訪使は、しばしば軍事長官も兼任していた。
粛宗の乾元元年（758年）、採訪処置使は、観察処置使（観察使。雅称として、廉帥、廉使ともいう。）と改称された。観察使の職責は、行政の協調・監督であり、軍務の役割は大きくなかったため、持節を有せず、権力は節度使より小さく、幕府の官兵の人員もまた節度使より少なかった。
→ 詳細は「藩鎮」の項を参照。

### 宋
宋代には、道の長官から、実権を伴わない官職に変化した。武将、宗室、内侍が任ぜられ、官位は正五品であり、節度使や節度観察留後に次ぎ、防御使、団練使、刺史よりも高位であった。

### 遼
遼代には、観察使は、一般に節度使と並立せず、節度使が設けられていない区域に観察使が置かれた。

### 金
金代には、節度使が常に観察使の事務を兼任した。

### 元・明・清
元代には、観察使が廃止され、按察使を改称した粛政廉訪使が類似の官職として設けられた。
明代、清代には、道員の雅称として、観察使の名称が用いられた。

### 民国
中華民国初年には、清代の道員を改称して観察使とし、後に道尹と更に改称された。

## 日本
日本では、平安時代最初期の797年頃、地方行政の遂行徹底を狙う桓武天皇により、地方官（国司）の行政実績を監査する勘解由使が設置された。勘解由使は国司行政を厳正に監査し、地方行政の向上に一定の効果を上げていた。
しかし、806年（大同元年）、桓武天皇が崩御すると、後継した平城天皇は政治の刷新を掲げ、同年6月、その一環として新たに観察使を置き、勘解由使を廃止した。観察使は当初、東山道を除く六道（東海道・北陸道・山陰道・山陽道・南海道・西海道）ごとに設置され、六道観察使とも呼ばれた。また、観察使は議政官の一員である参議が兼任することとされていた。観察使は、参議に比肩しうる重要な官職だった。
翌807年（大同2年）、東山道および畿内にも観察使が置かれた。併せて、参議を廃止して観察使のみとした。観察使による地方行政の監察は、精力的に実施されていたようで、『日本後紀』には、各観察使が民衆の負担を軽減するため、様々な措置を執っていたことが記録されている。
810年（弘仁元年）、前年に譲位した平城上皇と嵯峨天皇の関係が悪化していく中、観察使は反天皇勢力を形成していった。嵯峨天皇は観察使の処遇を格下げし、これに対して同年6月、平城太上天皇は、観察使を廃止して参議を復活する詔を発令した。これにより観察使は4年間の歴史を終えた。

## 李氏朝鮮
「監司」とも呼ばれ、李氏朝鮮最大の地方行政区画として全国に8つ設定された道の長官を指す。従二品の高給官僚で大臣級にあたる。地域行政の最高責任者として、守令と呼ばれる地方長官たちを指揮し、監督した。